# Amt Ehrenstein
Das Amt Ehrenstein war ein Gerichts- und Verwaltungsbezirk in der Schwarzburg-Rudolstädter Oberherrschaft mit Sitz auf der Burg Ehrenstein und ab 1803 in Paulinzella.

## Geschichte
Das Amt Ehrenstein war altschwarzburgischer Besitz als Reichslehen. 1274 gehörte es zu Schwarzburg-Blankenburg, 1452 ging es in den Besitz der Grafen von Gleichen über und war ab 1610 Besitz von Schwarzburg-Rudolstadt.
1803 wurde die Verwaltung des Amtes kommissarisch dem Amtmann des Amtes Paulinzella übertragen.
Das Amt Ehrenstein war zunächst Gericht erster Instanz und gleichzeitig untere Verwaltungsbehörde. Eine Trennung der Rechtsprechung von der Verwaltung war nicht gegeben.
Die Märzrevolution führte auch in Schwarzburg-Rudolstadt zur Forderung nach Abschaffung der Patrimonialgerichte und zur Trennung von Rechtsprechung und Verwaltung.
Am 1. Juli 1850 traten die Organisationsgesetze in Kraft, die das Gerichtswesen grundsätzlich änderte. Rechtsgrundlage war das Gesetz wegen künftiger Einrichtung der Rechtspflege vom 1. Mai 1850 und das Gesetz über die Zuständigkeit der Gerichte und über den Instanzenzug in bürgerlichen Rechtsstreitigkeiten. Damit waren die Patrimonialgerichte abgeschafft und Verwaltung und Rechtsprechung getrennt worden. Das Amt Ehrenstein wurde im Rahmen dieser Neuorganisation aufgelöst und sein Gebiet dem Amt Stadtilm als Gericht und dem Landratsamt Rudolstadt für die Verwaltung zugeordnet.

## Umfang
Das Amt umfasste die Orte:
- Ehrenstein
- Döllstedt
- Großliebringen
- Kleinhettstedt
- Kleinliebringen
- Nahwinden
- Oesteröda

## Patrimonialgerichte
Im Amt bestanden eine Anzahl an Patrimonialgerichten. Für diese Orte und Gebiete war nicht das Amt, sondern das jeweilige Patrimonialgericht Eingangsgericht.
| Gericht                                     | Sitz            | Art        | Gerichtsherr / Anmerkungen                                                |
| ------------------------------------------- | --------------- | ---------- | ------------------------------------------------------------------------- |
| Patrimonialgericht Breitenheerda zu Tännich | Tännich         |            | Sachsen-Weimar-Eisenach (Amt Berka)                                       |
| Patrimonialgericht Großliebringen           | Großliebringen  | Erbgericht | von Witzleben                                                             |
| Patrimonialgericht Kleinliebringen          | Kleinliebringen | Erbgericht | von Holleben (bis 1809, danach bis 1841 Fürst von Schwarzburg-Rudolstadt) |
| Patrimonialgericht Tännich                  | Tännich         | Erbgericht | Sachsen-Weimar-Eisenach (Amt Berka)                                       |